# Erioptera (Teleneura) laetipes
Erioptera (Teleneura) laetipes is een tweevleugelige uit de familie steltmuggen (Limoniidae). De soort komt voor in het Oriëntaals gebied.